# Varahamihira
Varahamihira, född 505, död 587 var en indisk astronom, matematiker och astrolog som bodde i Ujjain.
Varahamihiras huvudsakliga arbete är boken Pañcasiddhāntikā (eller Pancha-Siddhantika), som är en avhandling om matematisk astronomi och sammanfattar fem tidigare astronomiska avhandlingar.